# 哈姆扎·布羅斯
哈姆扎·布羅斯（Hamza Bouras，1987年12月16日—）是一名阿爾及利亞帆船運動員，主攻風浪板項目。他曾獲得非洲錦標賽男子風浪板冠軍。他也參加了2016年里約奧運。

## 外部連結
- ISAF（页面存档备份，存于）